# 渔雕属
渔雕属（学名：Icthyophaga）是鹰科海雕亚科下的一个属，分布在亚洲、非洲和大洋洲，一些分类系统将这个属合并入海雕属。本属传统上仅包含渔雕和灰头渔雕两个物种，但根据最新的分子系统学研究，四个原属于海雕属的物种也改隶本属，因此现包含共六个物种。

## 分类
本属由勒内-普里梅韦勒·莱松发表于1843年，以灰头渔雕为模式物种，原始文献中对该属的学名使用了两种拼写方式：Icthyophaga和Icthyiophaga，但没有Ichthyophaga的拼写。传统上认为该属包括两个物种：渔雕及灰头渔雕。埃尔温·施特雷泽曼和迪恩·阿马登在他们的著作中将该属误写作Ichthyophaga，此后被长期沿用，但该名称实际上属于Syromiatnikova于1949年命名的一个涡虫纲的鱼类寄生虫属。
2005年，一项基于核基因和线粒体基因的分子系统学研究将渔雕属合并入海雕属；同年，Ronald Sluys和川胜正治提出，可以将涡虫纲的Ichthyophaga改为Piscinquilinus，这样一来，鸟类和涡虫都不再使用这一争议名称。但Ernest Williams和Lucy Bunkley-Williams两位学者反对这样做，提出涡虫纲的Ichthyophaga应当维持原名。
2017年，国际动物命名法规委员会在Case 3603中，根据Ernest Williams和Lucy Bunkley-Williams二人的建议，同时保留了鸟类的Icthyophaga和涡虫的Ichthyophaga两个学名。2023年，根据最新的分子系统学研究，世界鸟类学家联合会在IOC鸟类名录13.2版中以其原本的学名Icthyophaga恢复了渔雕属，并将白腹海雕、所罗门海雕、非洲海雕及马岛海雕四个原属于海雕属的物种转移至本属，因而本属现包括以下6个物种：
| 图片 | 学名                     | 中文名     | 分布                                                                   | IUCN等级 |
| ---- | ------------------------ | ---------- | ---------------------------------------------------------------------- | -------- |
|      | Icthyophaga leucogaster  | 白腹海雕   | 中国广东、广西、海南岛、印度、斯里兰卡、澳大利亚及东南亚诸国的沿海地带 | 无危     |
|      | Icthyophaga sanfordi     | 所罗门海雕 | 所罗门群岛                                                             | 易危     |
|      | Icthyophaga vocifer      | 非洲海雕   | 漠南非洲                                                               | 无危     |
|      | Icthyophaga vociferoides | 马岛海雕   | 马达加斯加                                                             | 极危     |
|      | Icthyophaga humilis      | 渔雕       | 中国海南岛、克什米尔、印度东南部, 尼泊尔、缅甸、印度尼西亚             | 近危     |
|      | Icthyophaga ichthyaetus  | 灰头渔雕   | 东南亚                                                                 | 近危     |

## 文化

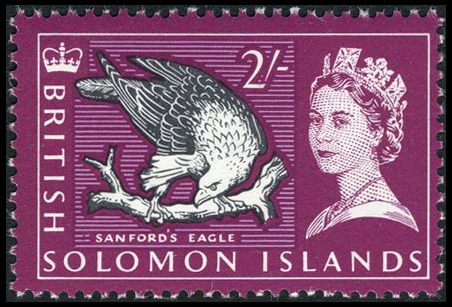
包含所罗门海雕图案的邮票

- 非洲海雕是纳米比亚、赞比亚和津巴布韦的国鸟。[10][11][12][13]
- 所罗门海雕曾出现在所罗门群岛发行的邮票上。
- 白腹海雕是若干澳大利亚原住民族的图腾。[14][15]
- 新加坡万元纸币上的图案为白腹海雕。[15]